# Чемпіонат Європи з художньої гімнастики 2005
Чемпіонат Європи з художньої гімнастики 2005 пройшов з 10 по 12 квітня в місті Москва, Росія.

## Медалісти
| Дисципліна         | Золото                                         | Срібло                                  | Бронза                                                  |
| Команда            | Команда                                        | Команда                                 | Команда                                                 |
| ------------------ | ---------------------------------------------- | --------------------------------------- | ------------------------------------------------------- |
| Командна першість  | Росія Вєра Сесіна Ірина Чащина Ольга Капранова | Україна Ганна Безсонова Наталія Годунко | Білорусь Інна Жукова Валерія Курильська Любов Черкашина |
| Особиста першість  |                                                |                                         |                                                         |
| Вправа з скакалкою | Ірина Чащина (RUS)                             | Ольга Капранова (RUS)                   | Ганна Безсонова (UKR)                                   |
| Вправа з м'ячем    | Ольга Капранова (RUS)                          | Ганна Безсонова (UKR)                   | Інна Жукова (BLR)                                       |
| Вправа з стрічкою  | Наталія Годунко (UKR)                          | Ганна Безсонова (UKR)                   | Інна Жукова (BLR)                                       |
| Вправа з булавами  | Ірина Чащина (RUS)                             | Ольга Капранова (RUS)                   | Ганна Безсонова (UKR)                                   |

## Медалісти (групові вправи), юніори
| Дисципліна     | Золото         | Срібло         | Бронза         |
| Групові вправи | Групові вправи | Групові вправи | Групові вправи |
| -------------- | -------------- | -------------- | -------------- |
| 5 м'ячів       | Білорусь       | Росія          | Греція         |

## Медальний залік
| Місце              | Країна             | Золото | Срібло | Бронза | Загалом |
| ------------------ | ------------------ | ------ | ------ | ------ | ------- |
| 1                  | Росія (RUS)        | 4      | 3      | 0      | 7       |
| 2                  | Україна (UKR)      | 1      | 3      | 2      | 6       |
| 3                  | Білорусь (BLR)     | 1      | 0      | 3      | 4       |
| 4                  | Греція (GRE)       | 0      | 0      | 1      | 1       |
| Загалом (4 збірні) | Загалом (4 збірні) | 6      | 6      | 6      | 18      |

## Зовнішні посилання
- European Union of Gymnastics
- Результати